# Romanisation SASM/GNC
La romanisation SASM/GNC correspond à un ensemble de règles de romanisation des langues chinoises, mongoles, tibétaines et du ouïghour, gérée par les anciens organismes qu'étaient l'administration d'État des sondage et cartographie (en anglais : State Administration of Surveying and Mapping ou SASM) et le Comité des appellations géographiques (en anglais : Geographical Names Committee ou GNC).

## Mongol

### Organisation
| Mongol bichig | Extensions IPA | SASM/GNC/SRC (large) | SASM/GNC/SRC (stricte) |
| ------------- | -------------- | -------------------- | ---------------------- |
| ᠠ             | a              | a                    | a                      |
| ᠪ             | p˭             | b                    | b                      |
| ᠼ             | tsʰ            | c                    | c                      |
| ᠳ᠊ ᠳ          | t˭             | d                    | d                      |
| ᠡ             | ə              | e                    | e                      |
| ᠹ             | f              | f                    | f                      |
| ᠭ ᠭ‍           | k˭             | g                    | g                      |
| ᠬ ᠬ‍           | x              | h                    | h                      |
| ᠢ             | i              | i                    | i                      |
| ᠵ             | tʃ˭            | j                    | j                      |
| ᠺ             | kʰ             | k                    | k                      |
| ᠯ             | l              | l                    | l                      |
| ᠮ             | m              | m                    | m                      |
| ᠨ             | n              | n                    | n                      |
| ᠥ             | o              | o                    | o                      |
| ᠫ             | pʰ             | p                    | p                      |
| ᠴ             | tʃʰ            | q                    | q                      |
| ᠷ             | r              | r                    | r                      |
| ᠰ             | s              | s                    | s                      |
| ᠲ             | tʰ             | t                    | t                      |
| ᠦ             | u              | u                    | u                      |
| ᠸ             | w              | w                    | w                      |
| ᠱ             | ʃ              | x                    | x                      |
| ᠶ             | j              | y                    | y                      |
| ᠽ             | ts˭            | z                    | z                      |
| ᠣ             | ɔ              | o                    | ô                      |
| ᠤ             | ʊ              | u                    | û                      |

L'écriture mongole est listée dans le standard, il s'agit plus précisément d'une transcription phonétique basée sur le dialecte tchakhar, langue officielle de Mongolie-Intérieure. Par exemple, ᠤᠯᠠᠭᠠᠨᠬᠠᠳᠠ ᠬᠣᠲᠠ n'est pas translittéré comme Ûlaganhada hôta mais plutôt comme Ûlaanhad hôt (stricte) ou Ulanhad hot (large).
Bien qu'il soit recommandé, dans ce standard d'utiliser la transcription stricte pour les toponymes et la transcription large pour l'utilisation générale, la transcription stricte est rarement utilisée dans la pratique. Par exemple Hohhot est utilisé à la place de Hohhôt. Dans certaines occasions, la romanisation SASM/GNC/SRC du mongol est fusionné avec le Hanyu pinyin, comme dans le cas de  Huhhot ou Huhehot[réf. nécessaire].

### Exemples
| mongol bichig   | SASM/GNC/SRC (stricte)  | SASM/GNC/SRC (large)    | Scientifique    | Cyrillique   | Transcription ISO-9 du cyrillique |
| --------------- | ----------------------- | ----------------------- | --------------- | ------------ | --------------------------------- |
| ᠬᠥᠬᠡᠬᠣᠲᠠ        | Hohhôt                  | Hohhot                  | Kökeqota        | Хөххот       | Khökhkhot                         |
| ᠤᠯᠠᠭᠠᠨᠬᠠᠳᠠ ᠬᠣᠲᠠ | Ûlaanhad hôt            | Ulanhad hot             | Ulaɣanqada qota | Улаанхад хот | Ulaankhad khot                    |
| ᠡᠷᠢᠶᠡᠨ ᠬᠣᠲᠠ     | Ereen hôt               | Eren hot                | Eriyen qota     | Эрээн хот    | Ereen khot                        |
| ᠰᠢᠯᠢ ᠶᠢᠨ ᠭᠣᠤᠯ   | Xiliin gôl              | Xilin gol               | Sili-yin γoul   | Шилийн гол   | Shiliin gol (Shiliyn gol)         |
| ᠠᠯᠠᠱᠠ           | Alxaa                   | Alxa                    | Alaša           | Алшаа        | Alshaa                            |
| ᠴᠠᠬᠠᠷ           | Qahar                   | Qahar                   | Čaqar           | Цахар        | Tsakhar                           |
| ᠴᠠᠭᠠᠨ           | Qagaan                  | Qagan                   | Čaɣan           | Цагаан       | Tsagaan                           |
| ᠴᠢᠩᠭᠢᠰ ᠬᠠᠭᠠᠨ    | Qingis Haan             | Qingis Han              | Činggis Qaɣan   | Чингис Хаан  | Chingis Khaan                     |
| ᠪᠠᠷᠭᠠ           | Barag                   | Barag                   | Barɣu           | Барга        | Barga                             |
| ᠪᠤᠷᠢᠶᠠᠳ         | Bûryad[réf. nécessaire] | Buryad[réf. nécessaire] | Buriyad         | Буриад       | Buriad                            |
| ᠳᠥᠷᠪᠡᠳ          | Dorbod                  | Dorbod                  | Dörbed          | Дөрвөд       | Dörvöd                            |
|                 | Ôngniûd                 | Ongniud                 | Dörbed          | Онниуд       | Onniud                            |

- Les caractères coloriés en rouge utilisent SASM/GNC/SRC stricte et en mongol cyrillique ne sont pas muntuellement isomorphes. Cela peut être dû à des différences dialectales entre le Chakhar (utilisé en Mongolie-Intérieure) et le Khalkha, utilisé en Mongolie-Extérieure ou différentes interprétation du concept phonétique et phonémique.
- [réf. nécessaire]Les caractères en vert utilisent SASM/GNC/SRC stricte et le mongol traditionnel ne sont pas des équivalents mutuels.

## Tibétain
Voir Pinyin tibétain

## Ouïghour
Ne doit pas être confondu avec Écriture ouïghoure nouvelle.
Le système de romanisation SASM/GNC/SRC pour le ouïghour est basé sur l'écriture ouïghoure nouvelle (appelée communément Yengi Yeziⱪ ou Pinyin Ouïghour Yëziqi), jusqu'à la date de sa création, l'écriture ouïghoure nouvelle, était l'écriture de la langue ouïghour en Chine, elle remplaçait le cyrillique.

### Scheme
- UEY - Écriture ouïghoure arabisée (Uyghur Ereb Yëziqi)
- ULY - Écriture ouïghoure latine (Uyghur Latin Yëziqi)
- UYY - Écriture ouïghoure nouvelle (Uyghur Yëngi Yëziqi)
- large - SASM/GNC/SRC large
- strict - SASM/GNC/SRC strict

| UEY   | ISO 233 | IPA | ULY | UYY | large                 | strict                |
| ----- | ------- | --- | --- | --- | --------------------- | --------------------- |
| ا, ئا |         | a   | a   | a   | a                     | a                     |
| ب     |         | b   | b   | b   | b                     | b                     |
| تس    |         | tsʰ | ts  | c   | c                     | c                     |
| د     |         | d   | d   | d   | d                     | d                     |
| ې, ئې |         | e   | ë   | e   | e                     | ê                     |
| ف     |         | f   | f   | f   | f                     | f                     |
| گ     |         | ɡ   | g   | g   | g                     | g                     |
| خ     |         | x   | x   | h   | h                     | h                     |
| ئى ,ى |         | i   | i   | i   | i                     | i                     |
| ج     |         | dʒ  | j   | j   | j                     | j                     |
| ك     |         | kʰ  | k   | k   | k                     | k                     |
| ل     |         | l   | l   | l   | l                     | l                     |
| م     |         | m   | m   | m   | m                     | m                     |
| ن     |         | n   | n   | n   | n                     | n                     |
| و, ئو |         | o   | o   | o   | o                     | o                     |
| پ     |         | pʰ  | p   | p   | p                     | p                     |
| چ     |         | tʃʰ | ch  | q   | q                     | q                     |
| ر     |         | r   | r   | r   | r                     | r                     |
| س     |         | s   | s   | s   | s                     | s                     |
| ت     |         | tʰ  | t   | t   | t                     | t                     |
| ۇ, ئۇ |         | u   | u   | u   | u                     | u                     |
| ۋ     |         | v   | w   | v   | v                     | v                     |
| ۋ     |         | w   | w   | w   | w                     | w                     |
| ش     |         | ʃ   | sh  | x   | x                     | x                     |
| ي     |         | j   | y   | y   | y                     | y                     |
| ز     |         | z   | z   | z   | z                     | z                     |
| غ     |         | ʁ   | gh  | ƣ   | g                     | ĝ                     |
| ھ     |         | h   | h   | ⱨ   | h                     | ĥ                     |
| ق     |         | qʰ  | q   | ⱪ   | k                     | k̂                     |
| ە, ئە |         | ɛ   | e   | ə   | a (e)                 | ä                     |
| ۆ, ئۆ |         | ø   | ö   | ɵ   | o                     | ö                     |
| ۈ, ئۈ |         | y   | ü   | ü   | ü                     | ü                     |
| ژ     |         | ʒ   | zh  | ⱬ   | y (Initialz) j (Coda) | ŷ (Initiale) ĵ (Coda) |
| ڭ     |         | ŋ   | ng  | ng  | ng                    | ng                    |